# M74 motorway

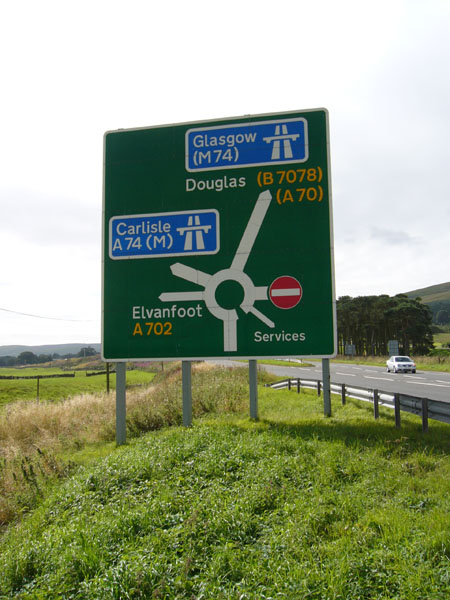
Dieses Schild auf der A702 bei Abington zeigt die Änderung der Autobahnnummer an der Anschlussstelle 13

Die Motorway M74 und Motorway A74(M) sind zwei Autobahnen in Großbritannien. Sie befinden sich zwischen Glasgow und der englischen Grenze bei Gretna und bilden mit der M6 eine der zwei Hauptverbindungen zwischen Schottland und England. Nördlich der Anschlussstelle 13 heißt die Autobahn M74; südlich davon ist sie A74(M). Die Mehrheit der Trasse ist sechsspurig ausgebaut, nur ein Teil in der Grafschaft Lanarkshire bleibt noch vierspurig.

## M74 motorway
Die Autobahn beginnt im Stadtgebiet von Glasgow an der M8 südlich der Kingston Bridge, die den Clyde überquert und führt in Richtung Osten. An der Anschlussstelle 4 kreuzt sie mit der M73, einer nach Norden führenden Autobahn. Danach wendet sich die Autobahn Richtung Südosten und fährt durch die Grafschaft Lanarkshire, an den Städten Hamilton und Motherwell vorbei. Sie endet an der Anschlussstelle 13 beim Dorf Abington und geht in die A74(M) über.
Der Abschnitt zwischen den AS 4 und 8 wurde in den Jahren 1966 und 1968 eröffnet und gehört zu den ältesten schottischen Autobahnen. Sie war Teil des Projekts einer ununterbrochenen vierstreifigen Straße zwischen London und Glasgow, die in den 1970er Jahren fertiggestellt wurde, und bildet die Umgehung für einige Vorstädte von Glasgow. Dabei begann die Anschlussstellen-Nummerierung im Süden, also umgekehrt zur heutigen Situation, nummeriert von 1 südlich von Larkhall bis 6 beim heutigen Knoten mit der M73. Da weiter südlich war die Hauptstraße A74 schon vierstreifig und passierte meistens durch dünner besiedelte Landschaft als bei Glasgow, sah man keinen dringenden Grund, weiter südlich eine Autobahn zu bauen. Erst 1986/1987 ersetzte die Autobahn die alte vierspurige Straße bis Millbank (an der Anschlussstelle 12) und 1993 bis Abington (Anschlussstelle 13). Die Verbindung zum Glasgower Stadtteil Tollcross wurde 1994 eröffnet.
Nach der Eröffnung des letzten Teilstücks südlich des Stadtzentrums von Glasgow am 28. Juni 2011 ist die Autobahn vollständig und bildet mit den Autobahnen M8 und M73 einen rechteckigen Autobahnring rund um Glasgow. Allerdings kann man an der Südwestecke vom Osten kommend nicht auf die Kingston Bridge (Richtung Norden) und umgekehrt fahren und die M74 beginnt damit an einer Autobahngabelung.

## A74(M) motorway
Der Teil der Autobahn südlich der Anschlussstelle 13 entstand meistens als Umbau der alten vierspurigen Hauptstraße A74. Bei Gretna schließt sie in die Motorway M6, welche mit der Motorway M1 eine Verbindung zur Hauptstadt London darstellt, an.
Der Umbau erfolgte als Teil der Umwandlung der ganzen Straße von Carlisle in England (Anschluss an die schon in den 1970er Jahren fertige M6) nach Glasgow zur Autobahn. Schon 1992 war der Abschnitt von Kirkpatrick Fleming bis Gretna fertig, dabei überquerte dieser Teil die englisch-schottische Grenze, sowie ein Teil bei Elvanfoot. In den ganzen 1990er Jahren befand sich die alte Hauptstraße A74 in Umbau, bis der letzte Abschnitt 1999 bei Beattock fertiggestellt wurde. Der etwa 6 Meilen lange Teilstück in England blieb aber aus finanziellen Gründen weiterhin die A74, somit entstand die sogenannte „Cumberland Gap“ (Carlisle–Gretna), eine Lücke zwischen zwei sechsspurigen Autobahnen auf jeder Seite.
Zu gleicher Zeit war auch geplant, nach der Fertigstellung der ganzen Strecke die M74 und A74(M) in M6 umzubenennen. Sämtliche Schilder wurden mit zeitweiligen Kleber für die Nummer A74(M) hergestellt. In einigen Fällen lösten sich diese Kleber und deckten die Nummer M6 auf. Nach der Gründung der autonomen schottischen Regierung im Jahre 1999 sind aber diese Pläne ungewiss, obwohl die Lücke auf der englischen Seite 2008 geschlossen wurde und somit sind auch englische und schottische Autobahnnetze verbunden. Als Folge ändert sich die Nummer auf einem Stück Autobahn von Carlisle nach Glasgow zweimal, ohne dazwischenliegenden Knoten.
Mit der Ausnahme einer Strecke in Glasgow ist die A74 inzwischen herabgestuft und zurückgebaut und ist heute als B7076, bzw. B7078 gekennzeichnet. Nur zwischen den AS 10 und 12 ist die alte vierspurige Straße erhalten geblieben.